# Dresser, Kalifornien
Dresser (eller Alston) är en liten kommunfri plats i Alameda County, Kalifornien. Platsen är belägen 32 meter över havsnivån, och postnumret är 94536. Platsen ligger i Niles Canyon, i vilken rinner Alameda Creek.  